# Skyttebladet
Skyttebladet er medlemsblad for Dansk Skytte Union (DSkyU)
Skyttebladet udkom første gang 10. maj 1925 og er udkommet siden dog med en pause i perioden 1933 – 1942. I pausen udkom i perioden 1937 – 1942 alligevel et Skytteblad, dog udgivet af Københavns Skytte Forbund. Allerede 10. november 1904 udkom det første tidsskrift om skydning, nemlig Dansk Skytte-Tidende, der omhandlede skydning både hos DSkyU og DDSG&I.
| Sport | Spire Denne artikel om sport er en spire som bør udbygges. Du er velkommen til at hjælpe Wikipedia ved at udvide den. |